# Reformirana velika cerkev v Debrecenu
Reformirana velika cerkev (madžarsko debreceni református nagytemplom) stoji v mestu Debrecen, med trgom Kossuth in Kálvinovim trgom. Cerkev, ki je ikona protestantizma na Madžarskem, je mestu prislužila vzdevek kalvinistični Rim. S tlorisno površino 1500 m² je največja protestantska cerkvena stavba na Madžarskem, ima pa tudi največji zvon od vseh madžarskih protestantskih cerkva. Velika cerkev je bila zgrajena med letoma 1805 in 1824 v neoklasicističnem slogu.

## Zgodovina
Tu je že v srednjem veku stala cerkev, ki pa je pogorela. Na njenem mestu so med letoma 1297 in 1311 zgradili gotsko dvoransko cerkev sv. Andreja. Njena površina je bila približno 16×46 metrov. Ta cerkev je pogorela leta 1564. Leta 1626 so že protestantski meščani Debrecena začeli obnavljati cerkev sv. Andreja. Ob podpori Jurija I. Rákóczija je bila obnova končana leta 1628. V letih 1640–1642 so zgradili stolp in vanj postavili velik zvon – približno 300 kg, izdelan iz avstrijskih topovskih krogel. Leta 1707 je med bojem za svobodo, ki ga je vodil Franc II. Rákóczi, cerkev močno poškodovala cesarska vojska. Cerkev je pogorela 11. junija 1802 v velikem požaru, ki je uničil večino Debrecena.
Veliko cerkev so začeli graditi 8. aprila 1805. Načrtoval jo je Mihály Péchy, vendar so bili načrti med gradnjo večkrat spremenjeni, kar je graditeljem povzročilo veliko razočaranja. Prvotni načrt je predvideval cerkev s tlorisom v obliki križa in veliko kupolo, vendar je bil načrt ovržen, predvsem zaradi finančnih razlogov.
Zahodni stolp je bil dokončan do leta 1818, vzhodni stolp 6. avgusta 1821. Stolpa sta visoka 61 metrov. Prvotno je bila načrtovana kupola, ki bi ovenčala stavbo, vendar ta ni bila zgrajena, ko pa je bila gradnja končana, se je fasada zaradi velikega praznega prostora med stolpi zdela neprivlačna, zato so leta 1823/24 fasado nekoliko spremenili z uporabo načrtov Károly Rábl. Strehi stolpov imata baročne elemente. Lepa panorama je vidna z levega (zahodnega) stolpa. V tem stolpu je tudi stari Rákóczijev zvon, obnovljen po požaru. Je največji reformirani in tudi največji protestantski zvon na Madžarskem. Osmi največji zvon na Madžarskem. Teža: 3800 kg. Premer dna: 198 cm. Njegov osnovni ton: Asz0. Mali zvonček visi v vzhodnem (desnem) stolpu. Teža: 1680 kg. Premer dna: 146 cm. Osnovni ton: desz1.
Med madžarsko revolucijo leta 1848 je Lajos Kossuth v veliki cerkvi 14. aprila 1848 podal madžarsko deklaracijo o neodvisnosti in bil tam tudi izvoljen za guvernerja države. V cerkvi si lahko ogleda stol, v katerem je sedel.

## Arhitektura
Glavna ladja cerkve je dolga 55 m in široka skoraj 15 m, transept je dolg 38 m in širok več kot 14 m. Podobno kot pri drugih protestantskih cerkvah so notranje stene pobarvane z belo barvo. Notranjost je visoka 21 metrov. Cerkev sprejme okoli 5000 ljudi (ima 3000 sedežev).
Nasproti glavnega vhoda so prižnica, oltarna miza in Mojzesov stol ter fotelj, v katerem je sedel Lajos Kossuth med zasedanji državnega zbora v madžarski revoluciji leta 1849. S tega stola je Lajos Kossuth 14. aprila 1849 razglasil neodvisnost Madžarske od habsburškega cesarstva. Stol je v cerkvi razstavljen še danes, še naprej privablja množice obiskovalcev in skupaj s Kossuthovim kipom pred glavnim portalom cerkve Debrecen postaja središče madžarskega Kossuthovega čaščenja.
Cerkev ima dvoje orgel, ene so v južnem delu, nad glavnim vhodom. To so nove, elektronske orgle z resonančnimi cevmi, tremi manuali in 52 registri, ki jih je izdelal Péter Albert leta 1981. Starejše, klasične orgle so za prižnico. Leta 1838 jo je zgradil Jakob Deutschmann. Gre za kabinetne orgle s 3 manuali in 43 registri.